# Vissi järv
Vissi järv är en sjö i landskapet Tartumaa i sydöstra Estland. Sjöns area är 5,7 hektar. Den ligger vid byn Vissi i Nõo kommun, strax norr om staden Elva, cirka 160 kilometer sydost om huvudstaden Tallinn. Den avvattnas av en liten rännil som via Viisjaagu järv når floden Elva jõgi.